# Marianne Ljunggren

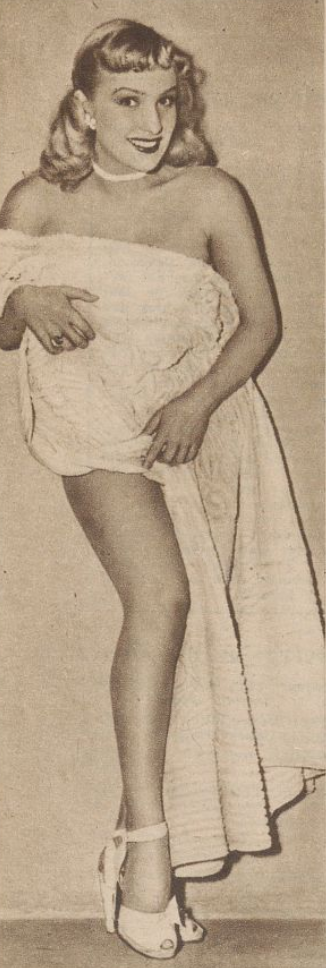

Marianne Ljunggren, född 10 december 1931 i Stockholm, död 17 mars 1987 i Enskede, var en svensk dansare, skådespelare och revy- och varietéartist.
Ljunggren började ta danslektioner vid tre års ålder för att tre år senare komma till Operabaletten och hon slutade där när hon var 16 år för att utbilda sig till sekreterare. En väninna skickade in hennes foto till Miss Stockholm-tävlingen, som hon vann, hon blev även Miss Tusensköna 1951, Miss Revy, Miss Varieté och Miss China. Hon var revyprimadonna i Knäppupp och Owe Thörnqvists Uppsala-revy. Hon gifte sig 1957 med flamländaren André Mortier, som var en av Belgiens ledande gitarrister. Tillsammans turnerade de runt till de stora världsmetropolerna under artistnamnet The Gabors.

## Filmografi (urval)
- 1948 – Kärlek, solsken och sång
- 1949 – Boman får snurren
- 1949 – Lattjo med Boccaccio
- 1950 – Stjärnsmäll i Frukostklubben
- 1953 – I dimma dold
- 1957 – Åsa-Nisse i full fart
- 1957 – Johan på Snippen tar hem spelet
- 1958 – Fridolf sticker opp!
- 1958 – Kostervalsen